# Apicia olivata
Apicia olivata är en fjärilsart som beskrevs av Paul Dognin 1907. Apicia olivata ingår i släktet Apicia och familjen mätare. Inga underarter finns listade i Catalogue of Life.